# Georges Léonard Bonaventure de Tramecourt
Georges Léonard Bonaventure de Tramecourt est un homme politique français né le 7 janvier 1766 à Baralle (Pas-de-Calais) et décédé le 14 octobre 1848 à Tramecourt (Pas-de-Calais).

## Biographie
Issu d'une famille royaliste très influente dans la région, il est le fils de François Eugène Léonard de Tramecourt, chevalier, seigneur de Tramecourt, Werchin, capitaine au régiment du Roi infanterie, chevalier de Saint-Louis, et de son épouse, Marie Anne Josephe de Nédonchel.
Entré à 16 ans dans l'armée, il sert, comme son père, au régiment du Roi infanterie. Il émigre sous la Révolution, rejoignant l'armée de Condé, puis passe en Angleterre.
Il rentre en France en 1800 et devient Conseiller général en 1804,
Le 22 août 1815, il est élu député du Pas-de-Calais par 118 voix sur 229 votants. Il siège avec la majorité de la Chambre introuvable jusqu'à la dissolution de celle-ci, en 1816, après laquelle il n'est pas réélu..
Il est à nouveau élu le 13 novembre 1820, puis le 1er octobre 1821 et le 25 février 1824, siégeant constamment parmi les soutiens des gouvernements de la Restauration, jusqu'à la dissolution de novembre 1827.
Créé marquis par lettres patentes du 10 mars 1815, il est fait marquis héréditaire sur institution d'un majorat, assis sur les terres de Tramecourt, Azincourt, Brimeux, Ambricourt, par lettres patentes du 10 juillet 1824.
Une ordonnance du 5 novembre 1827 le nomme pair de France héréditaire. 
Après la révolution de 1830, il refuse de prêter serment à la Monarchie de juillet et cesse de siéger à la chambre des pairs.
Sans postérité, il laisse son domaine de Tramecourt à son neveu Victor de Tramecourt.

### Mariage
Il épouse le 22 mars 1791 Marie Amélie Eugénie Ernestine Françoise de Béthune, fille d'Adrien Joseph Amédée de Béthune, comte de Saint Venant, seigneur de Penin, maréchal des camps et armées du Roi, et de Marie Josephe de Bernard de Calonne. Elle mourut à Tramecourt le 15 août 1818 sans laisser de descendance.

## Sources
1. ↑  Sigurd Stegmann von Pritzwald - François Pascal, Répertoire des familles nobles de l'Empire et de la Restauration titulaires d'un majorat sur demande, Paris, S.P.M. - Collection Kronos, 2005, 649 p. (ISBN 2-901952-50-X), p. 574-576
2. ↑  « Georges Léonard Bonaventure de Tramecourt », sur www2.assemblee-nationale.fr (consulté le 2 décembre 2023)
3. ↑  Philippe Seydoux, Gentilhommières d'Artois et du Boulonnais, tome 1, Paris, Editions de la Morande, 2006 (ISBN 2-902091-35-4), p. 290-293
4. ↑  Comte de Brandt de Galametz, Histoire généalogique de la Maison de Tramecourt, Arras, Imprimerie de la Société du Pas de Calais, 1881, 238 p., p. 77-84

- « Georges Léonard Bonaventure de Tramecourt », dans Adolphe Robert et Gaston Cougny, Dictionnaire des parlementaires français, Edgar Bourloton, 1889-1891 [détail de l’édition]